# Alex Lynn
Alexander George Lynn (Londen, 17 september 1993) is een Brits autocoureur.

## Career

### Karting
Lynn begon zijn carrière in het karting op elfjarige leeftijd. In 2008 bereikte hij hier de KF2-categorie, waarbij hij als zesde eindigde in het Britse KF2-kampioenschap.

### Formule Renault
In 2009 maakte Lynn zijn debuut in het formuleracing in de Britse Formule Renault Winter Cup voor het team Fortec Motorsport, waar hij als tiende in het kampioenschap eindigde. In 2010 eindigde hij ook als tiende in het hoofdkampioenschap van de Britse Formule Renault, waar hij ook de Graduate Cup voor rookies won.
Lynn reed in 2010 opnieuw in de Winter Cup en in 2011 in het hoofdkampioenschap van de Britse Formule Renault voor Fortec, die hij beide won met respectievelijk drie en twaalf overwinningen. Ook nam hij deel aan de raceweekenden op de Hungaroring en Silverstone in de Eurocup Formule Renault 2.0, waar hij als beste resultaat een tweede plaats behaalde op Silverstone.

### Toyota Racing Series
Tussen de Winter Cup van 2010 en het hoofdkampioenschap van de Britse Formule Renault in 2011 reed Lynn in de Toyota Racing Series in Nieuw-Zeeland voor het team Giles Motorsport. Hij eindigde als negende in het kampioenschap met een overwinning op Teretonga Park.
In 2013 nam Lynn opnieuw deel aan de Toyota Racing Series, maar nu voor het team M2 Competition. Met overwinningen op Timaru en Taupo eindigde hij als tweede in het kampioenschap achter Nick Cassidy.

### Formule 3
In 2012 maakte Lynn de overstap naar de Formule 3 in het Britse Formule 3-kampioenschap voor Fortec. Met een overwinning op Silverstone eindigde hij als vierde in het kampioenschap. Hij nam dat jaar ook deel aan de Masters of Formula 3, waar hij als zevende eindigde, en de Grand Prix van Macau, waar hij de pole position behaalde en uiteindelijk als derde eindigde in de race achter António Félix da Costa en Felix Rosenqvist.
In 2013 stapte Lynn over naar het nieuwe Europees Formule 3-kampioenschap voor het Prema Powerteam. Met drie overwinningen op Brands Hatch, de Norisring en het ACI Vallelunga Circuit eindigde hij als derde in het kampioenschap achter teamgenoot Raffaele Marciello en Felix Rosenqvist. Na afloop van het seizoen nam hij ook deel aan de Grand Prix van Macau, die hij won.

### GP3 Series
Na zijn overwinning in de Grand Prix van Macau werd bekend dat Lynn lid zou worden van het Red Bull Junior Team, samen met Carlos Sainz jr. en Pierre Gasly. Ook maakt hij in 2014 zijn debuut in de GP3 Series, waar hij voor het team Carlin gaat rijden. Hij won meteen de eerste twee hoofdraces op het Circuit de Barcelona-Catalunya en de Red Bull Ring en bouwde hiermee een voorsprong op die de rest van het jaar niet meer ingehaald zou worden. Uiteindelijk sloot hij het jaar af als kampioen met een derde overwinning op Spa-Francorchamps en vijf andere podiumplaatsen.

### GP2 Series
In januari 2015 werd bekend dat Lynn dat jaar zijn debuut ging maken in de GP2 Series bij het team DAMS, met Pierre Gasly, een ander lid van het Red Bull Junior Team, als teamgenoot. Lynn verliet echter het juniorenprogramma kort na zijn aanstelling in de GP2. Hij behaalde twee overwinningen op het Circuit de Barcelona-Catalunya en de Hungaroring en eindigde met 110 punten als zesde in het kampioenschap.
In 2016 bleef Lynn in de GP2 rijden voor DAMS, waarbij Nicholas Latifi zijn nieuwe teamgenoot werd. Hij won drie races op het Circuit de Barcelona-Catalunya, de Hockenheimring en het Yas Marina Circuit en werd hiermee opnieuw zesde in de eindstand met 124 punten.

### Formule 1
Na zijn GP3-kampioenschap werd bekend dat Lynn op 26 november 2014 zijn debuut zou maken in een Formule 1-auto voor het Lotus F1 Team bij de tests op het Yas Marina Circuit. In 2015 was hij, naast zijn GP2-verplichtingen, testrijder bij Williams.

### FIA World Endurance Championship
In 2016 reed Lynn in de laatste drie races van het FIA World Endurance Championship bij het LMP2-team Manor. In de eerste race op de Fuji Speedway deelde hij de auto met Tor Graves en Shinji Nakano, terwijl hij in de laatste twee races op het Shanghai International Circuit en het Bahrain International Circuit de auto deelde met Matt Rao en Richard Bradley. Met een pole position en een negende plaats in Shanghai als beste klassering werd hij dertigste in het eindklassement met 4,5 punten.
In 2017 maakte Lynn binnen de LMP2-klasse van het WEC de overstap naar het team G-Drive Racing, waarbij hij de auto deelt met Roman Rusinov en Pierre Thiriet. Op Spa-Francorchamps behaalde hij zijn eerste overwinning in de klasse voor het team. Tijdens de 24 uur van Le Mans dat jaar behaalde het team pole position in de LMP2-klasse, maar wisten zij de finish niet te halen.

### Formule E
In 2017 maakte Lynn zijn Formule E-debuut bij het team DS Virgin Racing als vervanger van José María López, die op dat moment verplichtingen had in het WEC, tijdens de ePrix van New York op het Brooklyn Street Circuit. Bij zijn eerste race behaalde hij direct de pole position, maar door pech kon hij geen van beide races uitrijden.